# 狗古智卑狗
狗古智卑狗（生卒年不詳）乃《三國志》中記載魏國歷史的《魏書·東夷傳》（一般日本通稱為《魏志倭人傳》）裡記載，狗奴國中掌握實權之官員。
《魏書·東夷傳》之原文為：
|  | 其南有狗奴國，男子爲王，其官有狗古智卑狗，不屬女王。 |

由於《和名類聚抄》裡書寫成「菊池」，且注釋成「（日語）久々知（くくち）」，有人認為狗古智卑狗即為「菊池彦」（（日語）きくちひこ），並跟熊本縣菊池郡有所關聯。

## 內部連結
- 卑彌弓呼
- 狗奴國

## 外部連結
- （日語）魏志倭人傳：紹熙本系百衲本掃描圖檔 （页面存档备份，存于）